# Sitt al-Mulk
Sitt al-Mulk (Arabisch: ست الملك; Al-Mansoeria, 970 – Caïro, 5 februari 1023) was een Fatimidische prinses die tussen 1021 en 1023 kortstondig regent was van het Kalifaat van de Fatimiden.

## Biografie

### Jonge jaren
Sitt al-Mulk werd geboren als de dochter van kalief Al-Aziz Billah en ze was de halfzus van Al-Hakim bi-Amr Allah. Haar moeder was een christen en behoorde tot de kerk van de Melkieten. Ze had het nodige geld waarmee ze probeerde invloed te krijgen bij haar halfbroer die de erfgenaam van het rijk was. Al-Mulk had ook haar eiegen privéleger en had een spion aan het hof van haar broer. Na de dood van haar vader in 996 ondernam ze samen met een neef, met wie ze een relatie zou hebben, een poging om zich de troon van het kalifaat toe te eigenen. Haar poging werd verijdeld door de eunuch Barjuwan.
Ze werd uit het paleis verbannen en vervolgens onder huisarrest geplaatst. Als straf onderging ze een vernederende maagdelijkheidstest. Broer en zus legden het later bij en ontwikkelden vervolgens een hechte relatie met elkaar. Ze wist vervolgens uit te groeien tot een belangrijk adviseur van haar broer. Na verloop van tijd kreeg haar relatie met al-Hakim toch weer de nodige scheuren wat veroorzaakt werd door zijn grillige gedrag en misogynie.

### Regentschap
Nadat haar broer in 1021 verdwenen was werd zij voor diens zoon regent van het Kalifaat van de Fatimiden. Er zijn wat speculaties over of al-Mulk de hand zou hebben gehad in het verdwijnen van haar broer, maar hiervoor zijn geen bewijzen gevonden. Door op te treden als diens belangrijkste adviseur groeide zij uit tot de daadwerkelijke heerser van het rijk. Deze invloedrijke positie wist ze zelfs te behouden nadat hij meerderjarig was geworden.
In haar jaren als regent was al-Mulk in staat om veel van het beleid van haar halfbroer terug te draaien. Zo draaide ze zijn verbod op de pelgrimage naar Mekka terug, bepaalde ze dat de joden en christenen onderscheidende kleding moesten dragen en dat ze hun kerken weer mochten opbouwen. Al-Mulk draaide ook de beperkende maatregelen voor vrouwen terug die haar broer had geïntroduceerd, waarbij ze praktisch uit het openbaar leven werden geweerd. Daarnaast wist ze de sekte van de Druzen te verdrijven uit Egypte. In haar buitenlandse politiek zocht ze toenadering tot het Byzantijnse Rijk over het bezit van de stad Aleppo. Al-Mulk overleed in 1023 toen ze op het hoogtepunt was van haar macht.
- Gemeinsame Normdatei: 133121380
- Virtual International Authority File: 28251271